# In the Bag
In the Bag è un album discografico a nome di Nat Adderley Sextet, pubblicato dalla Jazzland Records nell'agosto del 1962.

## Tracce
Lato A
1. In the Bag – 6:23 (Nat Adderley)
2. Sister Wilson – 3:20 (James Black)
3. R.S.V.P. – 3:58 (Ellis Marsalis, Nat Adderley)
4. Low Brown – 4:42 (Yusef Salim)

Durata totale: 18:23
Lato B
1. Mozart-in' – 6:32 (Alvin Batiste)
2. New Arrival – 5:35 (James Black)
3. Chatterbox – 6:36 (Alvin Batiste)

Durata totale: 18:43
Edizione CD del 1991, pubblicato dalla Original Jazz Classics Records (OJCCD-648-2)
1. In the Bag – 6:23 (Nat Adderley)
2. Sister Wilson – 3:20 (James Black)
3. R.S.V.P. – 3:58 (Ellis Marsalis, Nat Adderley)
4. Low Brown – 4:42 (Yusef Salim)
5. Mozart-in' – 6:32 (Alvin Batiste)
6. New Arrival – 5:35 (James Black)
7. Chatterbox – 6:36 (Alvin Batiste)
8. The Popeye – 1:56 (Nat Adderley) – Bonus Track
9. The Gospel Truth – 2:24 (Nat Adderley, Larry Maxwell) – Bonus Track

Durata totale: 41:26
- Brani The Popeye e The Gospel Truth registrati il 9 maggio 1962 a New Orleans, Louisiana

## Musicisti
- Nat Adderley - cornetta
- Julian Cannonball Adderley - sassofono alto (eccetto brano: R.S.V.P.)
- Nat Perrilliat - sassofono tenore (eccetto brano: R.S.V.P.)
- Ellis Marsalis - pianoforte
- Sam Jones - contrabbasso
- James Black - batteria

The Popeye / The Gospel Truth
- Nat Adderley - cornetta
- Cannonball Adderley (come Spider Johnson) - sassofono alto
- Nat Perrilliat - sassofono tenore
- Harold Batiste - pianoforte
- Sam Jones - contrabbasso
- James Black - batteria